# Rio Maria
Rio Maria é um município brasileiro do interior do estado do Pará, Região Norte do país.
Os habitantes se chamam rio-marienses. O município se estende por 4 114,6 km² e contava com 18.201 habitantes em 2020. A densidade demográfica é de 4,3 habitantes por km² no território do município.
Vizinho dos municípios de Xinguara, Bannach e Floresta do Araguaia, Rio Maria se situa a 26 km a Sul-Oeste de Xinguara a maior cidade nos arredores. Situado a 217 metros de altitude, de Rio Maria tem as seguintes coordenadas geográficas: Latitude: 7° 19' 8'' Sul, Longitude: 50° 1' 55'' Oeste.

## História
Rio Maria é uma cidade situada no extremo sul do estado do Pará na região norte do Brasil. Foi fundada no dia 13 de maio de 1982. Seu território antes de sua emancipação se localizava inteiramente dentro de dois grandes latifúndios que doaram partes de suas terras com o intuito de colonizar e povoar a região.
Giovanni Queiroz e Bonevarde Alves Pinto foram figuras muito importantes para a formação do município, pois participaram ativamente dos processos de construção e emancipação de Rio Maria.
O primeiro prefeito eleito foi o Adilson Carvalho Laranjeira, que na época disputou a primeira eleição com outros candidatos, entre eles o trabalhador rural e dirigente sindical João Canuto, o qual mais tarde segundo a  justiça foi assassinado a mando do então ex-prefeito Adilson Laranjeira.

## Economia
Sua economia é voltada para a pecuária de corte. Possui o Frigorífico Rio Maria, exportador, que gera 300 empregos diretos e 200 indiretos.
Além da pecuária, outra fonte de geração de empregos é a mineração, de onde se extrai o ouro, e o comércio também é bastante dinâmico.

## Geografia
Localiza-se a uma latitude 07º18'38" sul e a uma longitude 50º02'54" sul, estando a uma altitude de 205 metros. Sua população estimada em 2016 era de 17.721 habitantes.